# Gagetown (New Brunswick)
Gagetown ist ein Dorf in der kanadischen Provinz New Brunswick und der Verwaltungssitz (shire town) des Queens County. Es hat 711 Einwohner (Stand: 2016). 2011 betrug die Einwohnerzahl 698.

## Geographie
Gagetown liegt nahe der südlichen Spitze des Grand Lake. Rund 50 Kilometer nordwestlich befindet sich New Brunswicks Provinzhauptstadt Fredericton. Am nördlichen Rand von Gagetown fließt der Saint John River. Die New Brunswick Route 2 tangiert den Ort im Norden.

## Geschichte

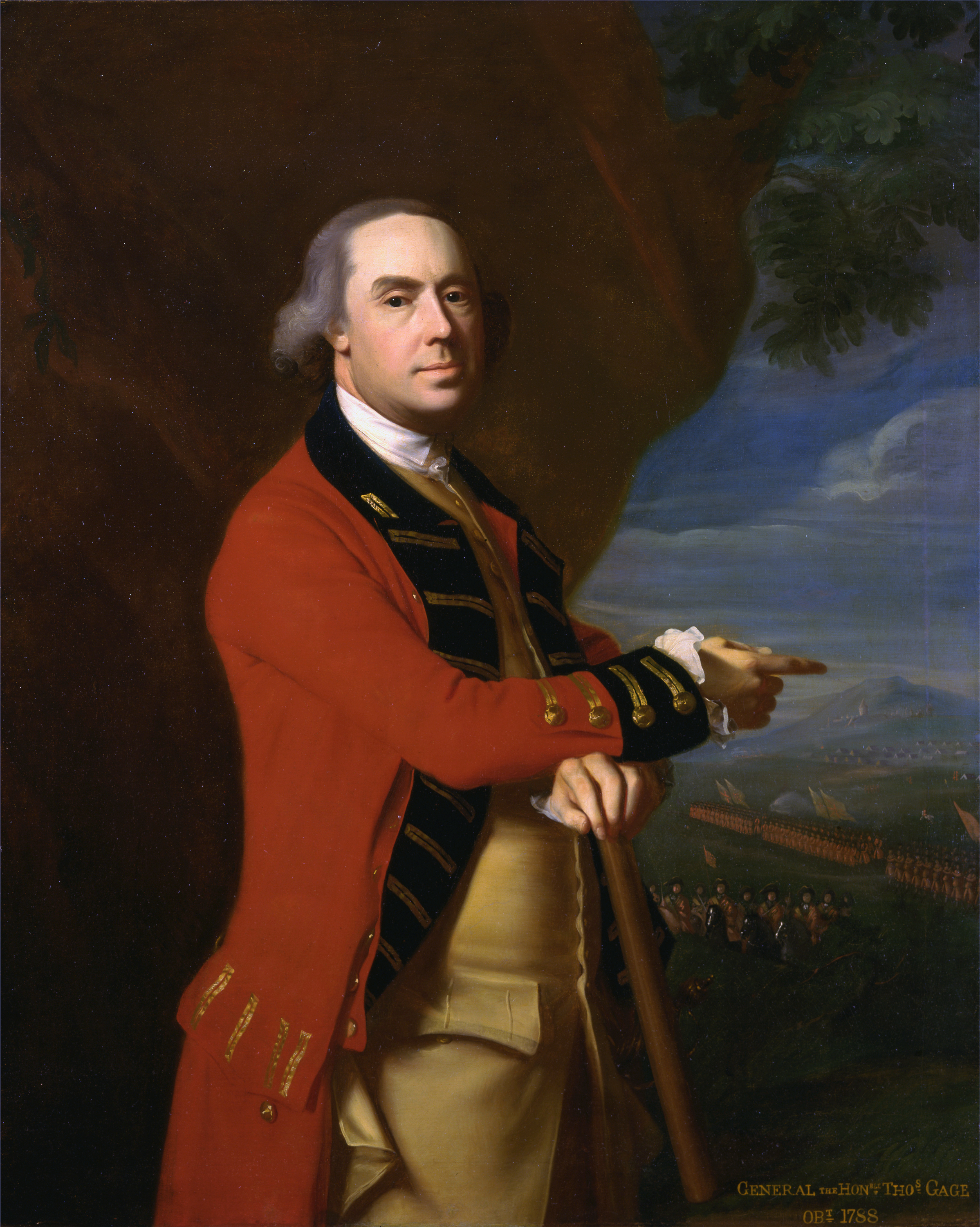
Thomas Gage

Ureinwohner der Gegend waren die Maliseetindianer. Mitte des 18. Jahrhunderts ließen sich Akadier dort nieder und nannten den Ort Grimross, wurden aber von britischen Einheiten während des Siebenjährigen Kriegs in Nordamerika wieder vertrieben. Als Folge wurde der Ort zu Ehren des britischen Generals Thomas Gage in Gagetown umbenannt. Die offizielle Gründung zur Village of Gagetown erfolgte im Jahr 1966.
Lebensgrundlage der Einwohner war zunächst die Landwirtschaft. Mit der Eröffnung der St. John and Québec Railway erlebte der Ort einen starken Aufschwung. Das 1910 erbaute Tilley House wurde in die Liste der National Historic Sites of Canada in New Brunswick aufgenommen und wird heute vom Queens County Museum verwaltet. Inzwischen hat sich Gagetown zu einem Zentrum für Künstler und Kunsthandwerker entwickelt. Auch touristische Angebote, beispielsweise Vogelbeobachtungen, Trekking-Touren und diverse Wassersportaktivitäten gewinnen zunehmend an Bedeutung.
Ein wichtiger Arbeitgeber für den Ort ist die westlich gelegene Militärbasis CFB Gagetown der Canadian Army.

## Söhne und Töchter der Stadt
- Alfred Johnson Brooks, Politiker
- George Bulyea, Politiker
- Samuel Leonard Tilley, Politiker